# Craterocephalus kailolae
Craterocephalus kailolae és una espècie de peix pertanyent a la família dels aterínids.

## Descripció
- Pot arribar a fer 6 cm de llargària màxima.
- 5-8 espines i 6-8 radis tous a l'aleta dorsal i 1 espina i 8-10 radis tous a l'anal.[5][6]

## Hàbitat
És un peix d'aigua dolça, bentopelàgic i de clima tropical (22 °C-24 °C; 7°S-8°S), el qual habita rierols d'aigües netes, poc fondos i amb fons de grava.

## Distribució geogràfica
Es troba a l'est de Papua Nova Guinea.

## Observacions
És inofensiu per als humans.